# 克林特·弗雷澤
克林特·傑克森·弗雷澤（英語：Clint Jackson Frazier, 1994年9月6日—），綽號「Red Thunder」，為前美國職棒大聯盟的外野手，生涯曾效力於洋基、小熊與白襪等隊。

## 職業生涯

### 克里夫蘭印地安人
弗雷澤在2013年大聯盟選秀以第5順位由印地安人選中。他以簽約金350萬向印地安人簽約。在新人聯盟首場比賽，弗雷澤就擊出一發全壘打和一支三壘安打。
2016年，印地安人把弗雷澤、Justus Sheffield、Ben Heller和J. P. Feyereisen交易至洋基隊換來安德魯·米勒 。2016年，弗雷澤在3A繳出2成63的打擊率，並敲出16轟與55分打點。2017年，他出賽73場，打擊率為2成57，並敲出12轟與42分打點。

### 紐約洋基
由於洋基傷兵不斷，因此弗雷澤提前於2017年7月1日初登板。他首打席就擊出二壘安打，更在下個打席擊出生涯首轟。7月8日，洋基在9局下以2比3落後釀酒人，而弗雷澤擊出再見3分砲助洋基取得勝利。7月19日，由於大衛·羅伯森的回歸，弗雷澤因此從原本的30號改穿77號。弗雷澤成為繼喬·迪馬喬後，第二位在前15場比賽就有9支長打的洋基球員。8月10日，弗雷澤因左斜肌扭傷而進入10天傷兵名單。而他也沒在季後賽亮相。
2018年球季，弗雷澤因為腦震盪而錯過開季。5月15日重返大聯盟，5月21日再被下放。6月18日，他又被召回大聯盟。6月22日，他在第9局代打擊出全壘打助洋基贏球，不過隔天還是被下放。7月8日，因為艾倫·希克斯受傷再回大聯盟。9月5日，總教練亞倫·布恩宣布弗雷澤因進行腦震盪治療而提前結束球季。
2019年4月2日，洋基隊因為陣中外野手賈恩卡洛·斯坦頓、艾倫·希克斯和雅戈比·艾爾斯布里皆進入傷兵名單而拉上弗雷澤。4月6日，他在面對金鶯隊的比賽中擊出代打全壘打。隔日擊出雙響砲助洋基15比3大勝金鶯。
2020年，弗雷澤被下放到訓練基地待命。8月11日，因為賈恩卡洛·斯坦頓受傷，讓弗雷澤有了登上大聯盟的機會。他在球季初登場就敲出3支安打，9月份更是直接成為洋基的固定先發外野手。該年他的打擊率為2成67，並敲出8轟。
2021年6月30日，弗雷澤因為腦震盪進入傷兵名單。他在7月份動手術，8月份進行復健賽。9月12日，洋基隊宣布弗雷澤剩餘球季報銷。弗雷澤於11月19日被洋基指定讓渡，於11月23日正式釋出。

### 芝加哥小熊
2021年11月30日，弗雷澤與小熊隊簽下1年合約。整季他的打擊率為2成16，最後他在6月10日遭到指定讓渡。他在小聯盟待到球季結束，並成為自由球員。

### 德州遊騎兵
2023年1月27日，弗雷澤與遊騎兵簽下小聯盟約。他在3A繳出2成50的打擊率，並在4月24日成為自由球員。

### 芝加哥白襪
4月28日，他與白襪簽下小聯盟約。他在3A繳出3成75的打擊率，並敲出7轟與13分打點。因此他在5月21日升上大聯盟，但他在大聯盟的打擊率卻只有1成97。球季結束後，球隊沒有跟他續約。

### 查爾斯頓髒鳥
2024年5月10日，弗雷澤加盟獨立聯盟的查爾斯頓髒鳥。他在那裡繳出2成58的打擊率，並敲出6轟與28分打點。7月3日，他宣布正式退休。

## 個人生活
2022年6月22日，弗雷澤將他的登錄名克林特改成傑克森。不過後來又改回原名。

## 外部連結
- 克林特·弗雷澤在美國職棒官網（英语）
- 克林特·弗雷澤在Baseball-Reference.com（大聯盟）（英语）
- 克林特·弗雷澤在Baseball-Reference.com（小聯盟以及海外聯盟）（英语）
- 克林特·弗雷澤在ESPN（MLB）（英语）
- 克林特·弗雷澤在FanGraphs.com（英语）
- 克林特·弗雷澤在Retrosheet（英语）
- 克林特·弗雷澤在The Baseball Cube（英语）